# کوثر (موشک)
کوثر موشک برد کوتاه ، زمین پایه و دریا پایه ضد کشتی و  ساخته شده توسط ایران می‌باشد. با توجه به اظهارت مقامات ایرانی این موشک توانایی مقابله با سیستم‌های جمینگ را داشته و بنابراین نمی‌توان آن را از مسیر خود منحرف کرد.این موشک دارای دو نوع هدایت راداری و تلویزیونی می‌باشد. احتمالا ناوچه‌های اسراییلی در جنگ سی و سه روزه توسط موشک‌های کوثر حزب الله مورد اصابت قرار گرفته‌اند.